# Anthophora mongolica
Anthophora mongolica är en biart som beskrevs av Morawitz 1890. Anthophora mongolica ingår i släktet pälsbin, och familjen långtungebin. Inga underarter finns listade i Catalogue of Life.